# Принц Пенсильвании
«Принц Пенсильвании» (англ. The Prince of Pennsylvania) — американская кинокомедия режиссёра Рона Нисуонера. Премьера фильма состоялась 15 мая 1988 года в рамках Каннского кинофестиваля.

## Сюжет
История жесткого вхождения подростка во взрослую жизнь. Семья Маршетта жила спокойно, пока не случилось небольшое уголовное преступление. Руперт не захотел пойти по стопам отца и стать «синим воротничком». Вместо этого он со своей подружкой Карлой похищает своего отца. Однако никто не собирается платить выкуп за похищенного Гэри. Позднее они узнают, что отец тайком от всех продал землю. Руперт привозит отца в шахту, где, как он предполагал, тот спрятал деньги. Когда он собирался взорвать передвижной туалет, их находят полицейские.

## В ролях
- Фред Уорд — Гэри Маршетта
- Киану Ривз — Руперт Маршетта
- Бонни Беделиа — Пэм Маршетта
- Эми Мэдиган — Карла Хедли
- Джей О. Сандерс — Джо
- Трейси Эллис — Лоис Сайк
- Джефф Монахан — Томми Резерфорд
- Дон Брокетт — Тони Минетта
- Дэвид Эрли

## Съёмочная группа
- Режиссёр-постановщик: Рон Нисуэнер
- Сценарист: Рон Нисуэнер
- Продюсеры: Джоан Фишман, Керри Орент, Сара Ришер, Роберт Шэй
- Оператор: Френк Принци
- Композитор: Ньюман, ТомасТомас Ньюман
- Монтажёр: Уильям С. Шарф
- Художник-постановщик: Тоби Корбетт
- Художник по костюмам: Кэрол Вуд
- Гримёр: Джинни Йозефчик
- Звукорежиссёры: Мартин Дж. Брэм, Линда Мосс, Брюс Стабблфилд, Керри Дин Уильямс, Уильям Хартман
- Спецэффекты: Джек Беннетт
- Постановка трюков: Джон Бренаган

## Участие в кинофестивалях
| Оценки критиков | Оценки критиков |
| Источник        | Оценка          |
| --------------- | --------------- |
| AllMovie        | [ 1 ]           |
| Smash Hits      | без оценки      |

- 15 мая 1988 — Каннский кинофестиваль
- 11 сентября 1988 — Кинофестиваль в Торонто

## Номинации
- 1988 — Фестиваль американского кино в Довиле: номинация на приз кинокритиков — Рон Нисуэнер
- 1989 — Премия «Независимый дух»:
  - номинация на лучший дебютный фильм — режиссёр Рон Нисуэнер, продюсеры Джоан Фишман и Керри Орент
  - номинация на лучшую женская роль второго плана — Бонни Беделиа и Эми Мэдиган

## Саундтрек
- «Hammerhead» в исполнении группы Flotsam and Jetsam
- «This Is My Father’s World»

в исполнении хора The Mars United Methodist Church Choir
- «To Be Loved» в исполнении группы The Pentagons
- «How I Love You» в исполнении Френки Пола
- «Bad Connection» в исполнении группы Walking Wounded
- «Big Mistake» в исполнении Ричарда Феррейра
- «Honeymoon Is Over» в исполнении Ричарда Феррейра
- «I Want To Make It With You» в исполнении группы Kids After Dark
- «Pennsylvania Polka» в исполнении группы Rotondi
- «Good King Wenceslas» в исполнении хора The Mars United Methodist Church Choir
- «Тихая ночь» в аранжировке Леса Пила
- «Happy Reindeer» в исполнении группы Dancer, Prancer and Nervous
- «Dreams» в исполнении группы BoDeans